# 高賀十種
高賀十種（こうが じっしゅ）は、七代目澤村宗十郎が撰じた選定した紀伊國屋 澤村宗十郎家のお家芸。
- 苅萱（かるかや）
- 伊勢音頭（いせおんど）
- 神霊矢口渡（しんれい やぐちの わたし）
- 鈴木主水（すずきもんど）
- 忠節女夫松（ちゅうせつ めおとまつ）
- 蘭蝶（らんちょう）
- 紀國文左大尽舞（きのくにぶんざ だいじんまい）
- 八重桐廓話（やえぎりくるわばなし）
- 鶯塚（うぐいすづか）
- 廓文章（くるわぶんしょう）